# 上野通明
上野 通明（うえの みちあき、1995年11月21日 - ）は、パラグアイ生まれの日本のチェリスト。

## 略歴
5歳よりチェロを始める。馬場省一、毛利伯郎、ピーター・ウィスペルウェイらに師事。
- 2004年 世界遺産のカタルーニャ音楽堂にてコンサートを開く。
- 2005年 第5回泉の森ジュニアチェロコンクール 銀賞（最高位）。
- 2007年 第18回日本クラシック音楽コンクール 第2位（最高位）。
- 2007年 サントリーホールにて東京交響楽団とラロ・チェロ協奏曲を共演。
- 2009年 13歳で第6回若い音楽家のためのチャイコフスキー国際コンクールチェロ部門にて、全部門を通じて日本人として初の第1位を獲得。（韓国・スウォン）
- 2009年『題名のない音楽会 未来の大器』に出演。
- 2011年 第2回岩谷時子賞・Foundation for Youth受賞。第65回全日本学生音楽コンクール・チェロ部門高校の部 第2位。
- 2011年 サントリーホールにて東京交響楽団とショスタコーヴィチ・チェロ協奏曲を共演。（指揮：大友直人）
- 2012年 第10回東京音楽コンクール弦楽部門 第2位。
- 2014年 第21回ブラームス国際コンクールチェロ部門 第1位[1]。（オーストリア・ペルチャッハ）
- 2015年 第6回岩谷時子賞・奨励賞を受賞[2]。
- 2016年 青山音楽賞新人賞を受賞。
- 2018年 第11回ヴィトルト・ルトスワフスキ国際チェロコンクール 第2位（ポーランド・ワルシャワ）
- 2021年 ジュネーブ国際音楽コンクールチェロ部門 優勝[3][4]。
- 2022年 文化庁長官より表彰される。また出光音楽賞を受賞。
- 2024年度日本製鉄音楽賞フレッシュアーティスト賞受賞[5]。